# Oyster Creek (New Jersey)
Oyster Creek es un afluente de Barnegat Bay con 16,7 km de longitud que se encuentra  en el sureste de Nueva Jersey en los Estados Unidos.
El arroyo se encuentra a unos 3 km al sur de Forked River en el sur del condado de Ocean.
La Central nuclear de Oyster Creek está situado en unos 3.2 k2 en el Forked River.